# Anders Carlson

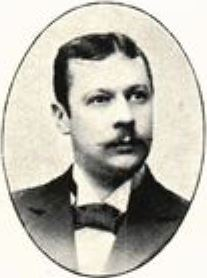
Anders Carlson.

Carl Anders Carlson, född 21 januari 1871 i Söderhamn, död 13 december 1948 på Manhattan i New York, var en svensk journalist.
Carlson avlade mogenhetsexamen 1889 och blev e.o. kammarskrivare i Tullverket samma år. Han var medarbetare i Söderhamns Tidning 1891–1897 samt redaktör och utgivare av nämnda tidning 1898–1900. Han lämnade därefter tidningsmannabanan och begav sig till Amerika.